# 3.000 metres obstacles
Els 3.000 metres obstacles és una cursa d'obstacles de mitjana distància que forma part del programa de l'atletisme als Jocs Olímpics. Es va estrenar en la modalitat masculina en els Jocs Olímpics d'Amberes 1920, mentre que en la modalitat femenina es van incorporar al programa olímpic en els de Pequín 2008. També es disputa al Campionat del món d'atletisme i a World Athletics.

## Normativa

Dimensions dels obstacles.

Els obstacles per als homes tenen una alçada de 914 mm, i per a les dones de 762 mm.
El salt d'aigua consisteix en una barrera seguida d'un pou d'aigua amb una zona d'aterratge definida de la següent manera: el pou té una superfície quadrada de 3,66 m. La mesura de direcció cap endavant del pou comença des de la vora d'aproximació de la barrera i acaba en el punt on el pendent de salt d'aigua arriba a la superfície plana de la via del campanar. El llenguatge de les regles diu de manera senzilla però clara "El salt d'aigua, inclòs l'obstacle, tindrà una longitud de 3,66 m". Les fosses tenen un pendent ascendent; l'aigua és més profunda a prop de la barrera i es troba a 2 cm del nivell del terra a l'extrem de sortida. Aquest pendent comença aproximadament 30 cm davant de la barrera, moment en què l'aigua té una profunditat de 70 cm.
La cursa d'obstacles de 3.000 metres inclou 28 tanques fixes i set salts d'aigua. Atès que el salt d'aigua mai no és ovalat, el recorregut de la cursa d'obstacles mai no és una volta perfecta de 400 metres. En lloc d'això, el salt d'aigua o rial es col·loca dins d'una de les corbes de la pista, escurçant la volta, o bé a fora, allargant-la. La línia de sortida es mou des de les zones de sortida convencionals per tal de compensar la diferent longitud de la volta. Quan el salt d'aigua és a l'interior, la línia de sortida de 3.000 metres es col·loca a la part posterior (en relació amb l'arribada de la cursa de cursa) i quan el salt d'aigua és a l'exterior, la línia de sortida se situa al tram de casa.
A diferència de les que s'utilitzen en tanques, les barreres d'obstacles no cauen si es colpegen, i les regles permeten a un atleta superar la barrera per qualsevol mitjà. Quatre barreres estan espaiades al voltant de la pista a terra pla i una cinquena barrera a la part superior del segon revolt (quarta barrera en una volta completa des de la línia de meta) és el salt d'aigua. El pendent del salt d'aigua premia els corredors amb més capacitat de salt, perquè un salt més llarg resulta en un aterratge més superficial a l'aigua.

## Rècords
- actualitzat a 31 de juliol de 2025[2][3]

| Àrea                                 | Homes     | Homes                 | Homes        | Homes                 | Homes          | Dones     | Dones                   | Dones        | Dones                | Dones   |
| Àrea                                 | Temps (m) | Atleta                | País         | Data                  | Lloc           | Temps (m) | Atleta                  | País         | Data                 | Lloc    |
| ------------------------------------ | --------- | --------------------- | ------------ | --------------------- | -------------- | --------- | ----------------------- | ------------ | -------------------- | ------- |
| Rècord del Món                       | 7:52.11   | Lamecha Girma         | Etiòpia      | 9 de juny de 2023     | París          | 8:44.32   | Beatrice Chepkoech      | Kenya        | 20 de juliol de 2018 | Mònaco  |
| Rècord Olímpic                       | 8:03.28   | Conseslus Kipruto     | Etiòpia      | 17 d'agost de 2016    | Rio de Janeiro | 8:52.76   | Winfred Mutile Yavi     | Bahrain      | 6 d'agost de 2024    | París   |
| Rècord en Campionat del Món          | 8:00.43   | Ezekiel Kemboi        | Kenya        | 18 d'agost de 2009    | Berlín         | 8:53.02   | Norah Jeruto            | Kazakhstan   | 20 de juliol de 2022 | Eugene  |
| Àfrica                               | 7:52.11   | Lamecha Girma         | Etiòpia      | 9 de juny de 2023     | París          | 8:44.32   | Beatrice Chepkoech      | Kenya        | 20 de juliol de 2018 | Mònaco  |
| Amèrica del Nord, Central i el Carib | 8:00.45   | Evan Jager            | Estats Units | 4 de juliol de 2015   | París          | 8:57.77   | Courtney Frerichs       | Estats Units | 21 d'agost de 2021   | Eugene  |
| Amèrica del Sud                      | 8:14.41   | Wander do Prado Moura | Brasil       | 22 de març de 1995    | Mar del Plata  | 9:24.38   | Tatiane Raquel da Silva | Brasil       | 11 de juny de 2022   | Watford |
| Àsia                                 | 7:53.63   | Saif Saaeed Shaheen   | Qatar        | 3 de setembre de 2004 | Brussel·les    | 8:44.39   | Winfred Mutile Yavi     | Bahrain      | 30 d'agost de 2024   | Roma    |
| Europa                               | 8:00.09   | Mahiedine Mekhissi    | França       | 6 de juliol de 2013   | París          | 8:58.67   | Alice Finot             | França       | 6 d'agost de 2024    | París   |
| Oceania                              | 8:09.64   | George Beamish        | Nova Zelanda | 7 de juliol de 2024   | París          | 9:14.28   | Genevieve Lacaze        | Austràlia    | 27 d'agost de 2016   | París   |

## Atletes amb millors marques mundials

### Millors marques masculines
- actualitzat a 31 de juliol de 2025[4]

| Posició | Marca   | Atleta                      | País    | Data                  | Lloc        | Ref.  |
| ------- | ------- | --------------------------- | ------- | --------------------- | ----------- | ----- |
| 1       | 7:52.11 | Lamecha Girma               | Etiòpia | 9 de juny de 2023     | París       | [ 5 ] |
| 2       | 7:53.63 | Saif Saaeed Shaheen         | Qatar   | 3 de setembre de 2004 | Brussel·les | [ 6 ] |
| 3       | 7:53.64 | Brimin Kiprop Kipruto       | Kenya   | 22 de juliol de 2011  | Mònaco      | [ 7 ] |
| 4       | 7:54.31 | Paul Kipsiele Koech         | Kenya   | 31 de maig de 2012    | Roma        | [ 8 ] |
| 5       | 7:55.28 | Brahim Boulami              | Marroc  | 24 d'agost de 2001    | Brussel·les |       |
| 6       | 7:55.72 | Bernard Barmasai            | Kenya   | 24 d'agost de 1997    | Colònia     |       |
| 7       | 7:55.76 | Ezekiel Kemboi              | Kenya   | 22 de juliol de 2011  | Mònaco      |       |
| 8       | 7:56.16 | Moses Kiptanui              | Kenya   | 24 d'agost de 1997    | Colònia     |       |
| 9       | 7:56.68 | Soufiane El Bakkali         | Marroc  | 28 de maig de 2023    | Rabat       | [ 9 ] |
| 10      | 7:56.81 | Richard Kipkemboi Mateelong | Kenya   | 11 de maig de 2012    | Doha        |       |

### Millors marques femenines
- actualitzat a 31 de juliol de 2025[10]

| Posició | Marca   | Atleta              | País         | Data                 | Lloc    | Ref.   |
| ------- | ------- | ------------------- | ------------ | -------------------- | ------- | ------ |
| 1       | 8:44.32 | Beatrice Chepkoech  | Kenya        | 20 de juliol de 2018 | Mònaco  | [ 11 ] |
| 2       | 8:44.39 | Winfred Mutile Yavi | Bahrain      | 30 d'agost de 2024   | Roma    | [ 12 ] |
| 3       | 8:48.03 | Peruth Chemutai     | Uganda       | 30 d'agost de 2024   | Roma    | [ 13 ] |
| 4       | 8:48.71 | Faith Cherotich     | Kenya        | 5 de juliol de 2025  | Eugene  | [ 14 ] |
| 5       | 8:52.78 | Ruth Jebet          | Bahrain      | 27 d'agost de 2016   | París   | [ 15 ] |
| 6       | 8:53.02 | Norah Jeruto        | Kazakhstan   | 20 de juliol de 2022 | Eugene  | [ 16 ] |
| 7       | 8:54.61 | Werkuha Getachew    | Etiòpia      | 20 de juliol de 2022 | Eugene  | [ 17 ] |
| 8       | 8:56.08 | Mekides Abebe       | Etiòpia      | 20 de juliol de 2022 | Eugene  | [ 17 ] |
| 9       | 8:57.35 | Jackline Chepkoech  | Kenya        | 23 de juliol de 2023 | Londres | [ 18 ] |
| 10      | 8:57.77 | Courtney Frerichs   | Estats Units | 21 d'agost de 2021   | Eugene  | [ 19 ] |